# Davey Boy Smith Jr.
Harry Smith (Calgary, 2 de agosto de 1986) é um lutador de wrestling profissional canadense de descendência inglesa mais conhecido por seu trabalho na WWE, onde lutou sob o nome de David Hart Smith.
Ele já lutou usando o nome de DH Smith ("D" de Davey Boy Smith, e "H" pela Família Hart) no Raw e no território de desenvolvimento da WWE, Florida Championship Wrestling.

## Carreira

### Circuito independente (2000–2004)
Smith começou a treinar para o wrestling profissional aos oito anos, com seu pai Davey Boy Smith e seu tio Bruce Hart. Ele fez sua primeira aparição na World Wrestling Federation (WWF) em 5 de outubro de 1996, aos 10 anos, quando fez uma dupla com seu primo Ted Annis contra TJ Wilson e Andrew Picarnia em um evento em Calgary. Sua estreia oficial foi aos 15 anos, no Rockyford Rodeo ("Rodeio de Rockyford"), se tornando um lutador da Stampede Wrestling. Em maio de 2002, Smith fez uma dupla com seu pai em duas ocasiões, logo antes do pai falecer. A WWE ofereceu um contrato à Smith no verão de 2004, mas ele recusou o contrato, preferindo ir à faculdade e lutar no Japão.
Em 2004, Smith formou uma dupla com TJ Wilson como os "Stampede Bulldogs" ("Buldogues de Stampede"), uma referência aos "British Bulldogs" ("Buldogues Ingleses"), dupla formada por seu pai e seu primo Dynamite Kid. No mesmo ano, Smith formou um grupo ("stable") conhecida como The Hart Foundation Version 2.0 ("Fundação Hart Versão 2.0") com Wilson, Jack Evans e Teddy Hart. A Hart Fountion Version 2.0 inicialmente lutava na Stampede Wrestling antes de se expandir aos Estados Unidos, onde competiu na Major League Wrestling.

### New Japan Pro Wrestling (2005–2006)
Em janeiro de 2005, Smith participou de uma turnê de cinco semanas no Japão, lutando na New Japan Pro Wrestling como "Black Assassin" ("Assassino Negro"), quebrando a mão durante seu tempo no Japão. Mais tarde naquele ano, Smith deixou a Stampede Wrestling e lutou diversas lutas não-televisionadas para a World Wrestling Entertainment (WWE), antes de ir novamente ao Japão. Ele retornou à Stampede Wrestling em outubro de 2005 e, em 25 de novembro, derrotou T.J. Wilson nas finais de um torneio pelo North American Heavyweight Championship, que estava vago.
Smith viajou para a Inglaterra em janeiro de 2006, com a One Pro Wrestling no No Turning Back em 6 de janeiro. Smith foi o oponente secreto de Jeff Jarrett pelo NWA World Heavyweight Champion, escolhido por seu tio Bret Hart.

### World Wrestling Entertainment / WWE (2006–2011)
Em 1 de abril de 2006, Smith e diversos parentes participaram da introdução de Bret Hart ao Hal da Fama da WWE. Lá, Smith conheceu os executivos John Laurinaitis e Carl DeMarco, assinando um contrato de desenvolvimento em 4 de abril. Ele participou de lutas não-televisionadas antes de sua estreia oficial, derrotando lutadores como Rob Conway e Mike Knox, e perdendo para Randy Orton.

#### Territórios de desenvolvimento (2006–2007)
Harry estreou na Ohio Valley Wrestling (OVW), em 14 de fevereiro de 2007, em uma dupla com Kofi Nahaje Kingston, derrotando The Belgium Brawler e Nicholas Sinn. Nas gravações seguintes, a dupla de Harry e Kofi passou a ser conhecida como Commonwealth Connection ("A Conexão do Bem-Estar") e enfrentou La Résistance, sendo derrotados. Smith foi mandado para a Deep South Wrestling (DSW), onde reformou os "Stampede Bulldogs" com T.J. Wilson.
Com o fim do relacionamento entre a WWE e a DSW, Smith foi transferido para a Florida Championship Wrestling (FCW). Em 26 de junho, Smith venceu uma Battle Royal envolvendo 21 homens, se tornando o primeiro Campeão Sulista dos Pesos-Pesados da FCW.
Smith se uniu aos seus primos Teddy Hart e Nattie Neidhart para formar Next Generation Hart Foundation ("Fundação Hart da Nova Geração"). Eles estrearam em uma luta de trios, perdendo para Mike Kruel, Vladimir Kozlov e Milena Roucka. Eles venceram uma luta contra os Campeões Sulistas de Duplas da OVW, James Boys, mas a luta não era pelos títulos. Smith retornou à FCW para formar outra versão da New Hart Foundation, com Hart, Wilson e Ted DiBiase, Jr.. Ele derrotou Carlito em uma luta não-televisionada no Raw no Reino Unido. Em 16 de outubro, Smith perdeu o FCW Southern Heavyweight Championship para Afa Jr.

#### Primeiras aparições (2007–2009)
Ele estreou como "DH Smith" no Raw de 22 de outubro de 2007, derrotando Carlito com um movimento característico de seu pai, o running powerslam. Ele dedicou a luta ao seu pai. Em 29 de outubro, Smith e Jeff Hardy derrotaram Carlito e Mr. Kennedy.
Em 2 de novembro de 2007, Smith foi suspenso por 30 dias por violar a política antidrogas da WWE. Smith retornou em 17 de novembro, derrotando Charlie Haas no Heat. Após sua volta, Smith lutou primariamente no Heat.
Como parte do Draft Suplementar de 2008 em 25 de junho de 2008, Smith foi transferido para o SmackDown. Smith, no entanto, retornou à Florida Championship Wrestling (FCW) em 26 de agosto, sem estrear no SmackDown. Ele decidiu voltar à FCW para treinar e melhorar sua habilidade no ringue e personalidade. Em 30 de outubro, Smith ganhou o FCW Florida Tag Team Championship com TJ Wilson, derrotando Joe Hennig e Sebastian Slater, mas perderam os títulos para Tyler Reks e Johnny Curtis em 11 de dezembro de 2008.

#### The Hart Dynasty (2009–2010)
Em 15 de abril de 2009, Smith foi transferido para a ECW como parte do Draft Suplementar de 2009, sem ter aparecido no SmackDown. Smith estreou na ECW em 12 de maio, como um vilão, atacando Finlay durante a luta entre Finlay e Tyson Kidd (TJ Wilson), usando o nome David Hart Smith. Smith, Kidd e Natalya formaram uma nova versão da The Hart Foundation, chamada inicialmente The Hart Trilogy ("A Trilogia Hart"), mas tiveram o nome mudado pra The Hart Dynasty na ECW de 27 de maio. Smith venceu sua primeira luta na ECW, ao derrotar Finlay em 19 de maio, com a ajuda de Kidd e Natalya.

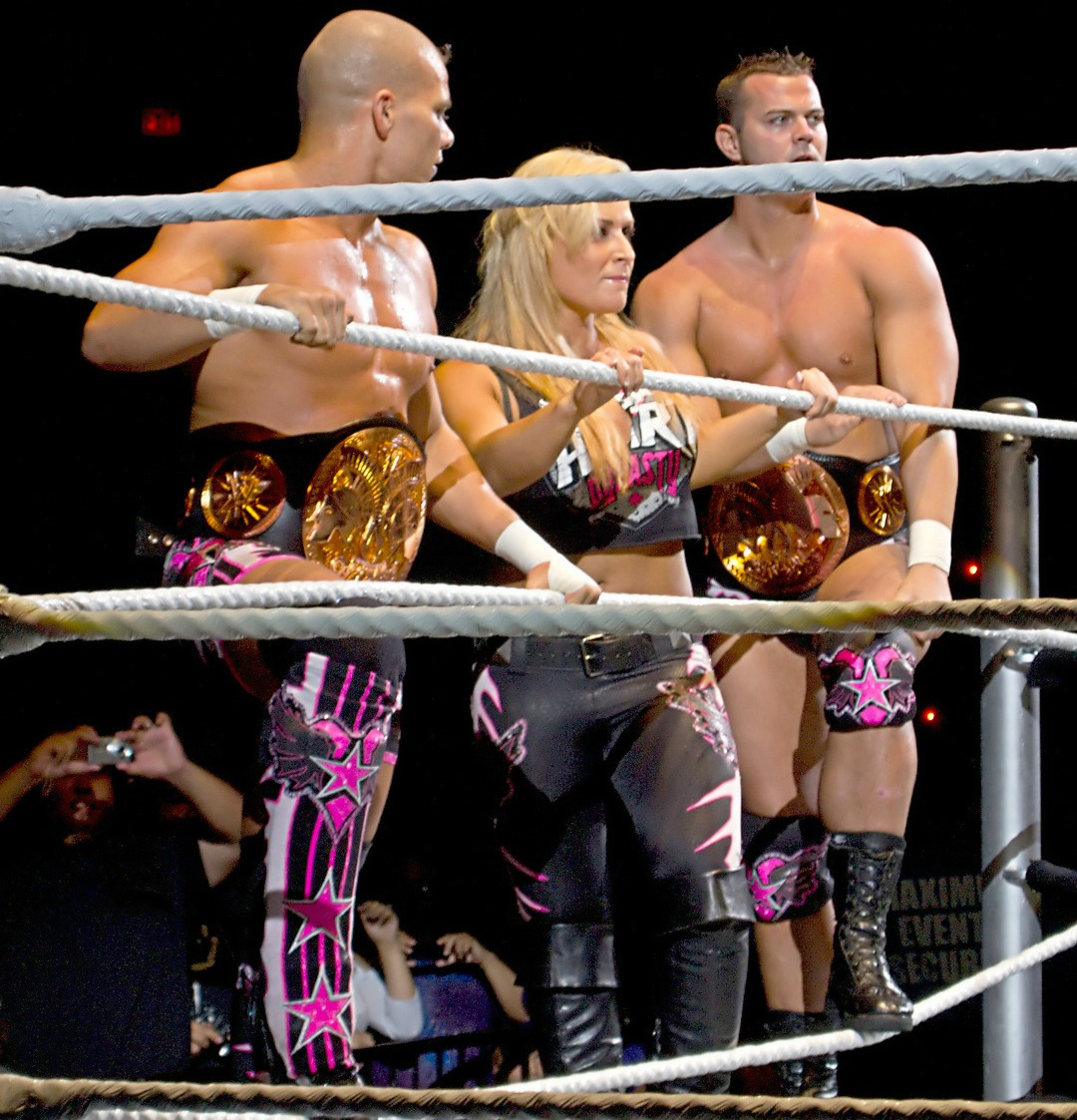
The Hart Dynasty (D-E) Tyson Kidd, Natalya e Smith como Campeões de Duplas da WWE em agosto de 2010.

Em 29 de junho, a Hart Dynasty foi mandada para o SmackDown, começando uma rivalidade com Cryme Tyme. No Bragging Rights em outubro, Smith e Kidd competiram em uma luta sete-contra-sete com Chris Jericho, Kane, Finlay, Matt Hardy e R-Truth como o time do SmackDown, derrotando o time do Raw. Em dezembro de 2009, eles desafiaram D-Generation X pelo Unified WWE Tag Team Championship, mas foram derrotados.
A Hart Dynasty apareceu no WrestleMania XXVI, ajudando Bret Hart durante sua luta contra Vince McMahon, e no Raw da noite seguinte, derrotaram os Campeões Unificados de Duplas ShoMiz (The Big Show e The Miz), se tornando mocinhos. No Extreme Rules, Smith e Kidd ganharam o Unified Tag Team Championship ao derrotar ShoMiz em uma Gauntlet match (que também incluiu John Morrison e R-Truth e Montel Vontavious Porter e Mark Henry). Durante o Draft de 2010, no Raw de 26 de abril, a Hart Dynasty derrotou ShoMiz, finalmente ganhando o Unified Tag Team Championship.
No dia seguinte, os três membros foram transferidos para o Raw como parte do Draft Suplementar. No Raw de 10 de maio, Smith foi derrotado por Chris Jericho, dando a Jericho e The Miz uma luta pelo Unified WWE Tag Team Championship no Over the Limit, mas a Hart Dynasty conseguiu manter os títulos. Na noite seguinte, em 24 de maio, eles foram atacados pelos Usos (Jimmy e Jey) e Tamina, provocando uma rivalidade entre os dois grupos. No Fatal 4-Way, a Hart Dynasty derrotou os Usos e Tamina em uma luta de trios quando Natalya derrotou Tamina, com Smith e Kidd derrotando os Usos no Money in the Bank. No Night of Champions, a Hart Dynasty perdeu o WWE Tag Team Championship para Cody Rhodes e Drew McIntyre em uma Tag Team Turmoil match também envolvendo os Usos, Vladimir Kozlov & Santino Marella e Evan Bourne & Mark Henry.
Após falhar ao ganhar os títulos, Kidd e Smith começaram a se desentender. No Raw de 15 de novembro, Kidd se recusou a entrar em uma luta de duplas, o atacando durante a luta, que era pelos títulos do The Nexus (Justin Gabriel e Heath Slater), terminando a dupla.

#### Inatividade e demissão (2010)
Desde a dissolução da Hart Dynasty, Smith passou a competir em lutas não-televisionadas. Ele lutou no WWE Superstars, usando um chapéu de cowboy. Desde abril de 2011, Smith não apareceu na televisão. Depois de quatro meses fora da televisão, Smith foi demitido em 5 de agosto.

### Retorno ao circuito independente (2011–presente)
Em 27 de agosto de 2011, Smith, lutando sob seu nome real, estreou na japonesa Inoki Genome Federation (IGF), sendo derrotado por Hideki Suzuki. Em 3 de setembro, ele e Bobby Lashley foram derrotados por Kendo Kashin e Kazuyuki Fujita.
Em dezembro de 2011, Smith participou do projeto indiano Ring Ka King da Total Nonstop Action Wrestling. Na primeira semana, Smith e Chavo Guerrero foram coroados os primeiros Campeões de Duplas. Os dois perderam os títulos dois meses depois, para Abyss e Scott Steiner.

## No wrestling
- Movimentos de finalização

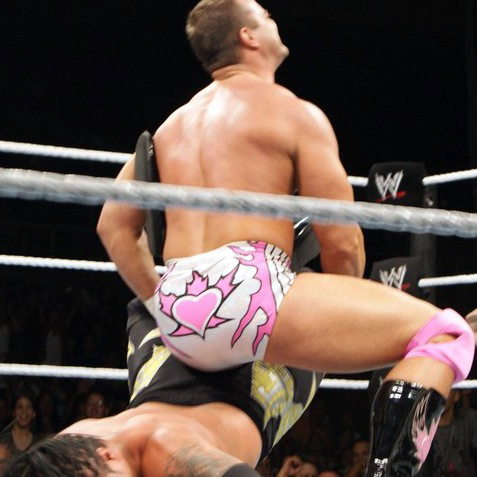
Smith aplicando um sharpshooter em um Uso em 2010.

  - Bulldog Bomb(sitout powerbomb)-2012-presente
    - Camel clutch[1] – 2007–2008

  - Running powerslam[2]-2000-presente-Adotado de seu Pai-British Bulldog
  - Saito suplex[59]-2008-2010-usado como signature 2011-presente
  - Sharpshooter[60]-2010-presente-Adotado de seu Tio-Bret Hart
- Movimentos secundários
  - Arm drag[61]
  - Bulldog Bite (Dragon sleeper de pé ou sentado)[1]
  - Brainbuster[1]
  - Elevated Boston crab[1]
  - Guillotine leg drop
  - Diversas variações de suplex
    - Belly to back[62]
    - Delayed vertical[1]
    - German[1]
    - Northern lights[63]
- Com Tyson Kidd
  - Hart Attack
- Managers
  - Diana Hart
  - Nattie Neidhart / Natalya[1][64]
  - Bret Hart
- Alcunhas
  - "The Canadian Bulldog" ("O Buldogue Canadense")[1]
  - "Bulldog" ("Buldogue")[4]
- Temas de entrada
  - "Rule, Britannia!" (2007)[2]
  - "New Foundation" por Jim Johnston (2009–2010)[65]
  - "Attitude" por Chris Goulstone (2010-2011)

## Títulos e prêmios
- AWA Pinnacle Wrestling

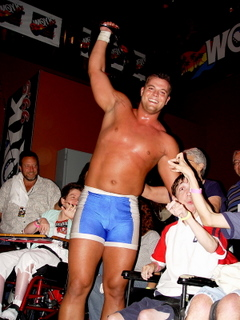
Harry Smith com o FCW Southern Heavyweight Championship.

  - AWA Pinnacle Heavyweight Championship (1 vez)[1][4]
- Florida Championship Wrestling
  - FCW Florida Tag Team Championship (1 vez) – com TJ Wilson[35]
  - FCW Southern Heavyweight Championship (1 vez)[17]
- Prairie Wrestling Alliance
  - PWA Tag Team Championship (1 vez) – com TJ Wilson[1][4]
- Pro Wrestling Illustrated
  - PWI o colocou na #69ª posição dos 500 melhores lutadores individuais em 2010[66]
- Ring Ka King
  - Ring Ka King Tag Team Championship (1 vez, atual) - com Chavo Guerrero
- Stampede Wrestling
  - Stampede International Tag Team Championship (2 vezes) – com Apocalypse (1) e Kirk Melnick (1)[4][67]
  - Stampede North American Heavyweight Championship (1 vez)[4][68]
- World Wrestling Entertainment
  - World Tag Team Championship (1 vez) – com Tyson Kidd[45]
  - WWE Tag Team Championship (1 vez) – com Tyson Kidd[46]
- Outros títulos
  - NGW Heavyweight Championship (1 vez)[1]